# Хащеватский, Юрий Иосифович
Юрий Иосифович Хащеватский (бел. Юры Хашчавацкі; род. 18 октября 1947, Одесса, УССР) — советский и белорусский кинорежиссёр, сценарист, продюсер и монтажёр.

## Биография
Родился 18 октября 1947 года в Одессе. Отец — Иосиф (Ёся), еврей, родом из Одессы, ветеран Великой Отечественной войны и Советско-японской. Мать — русская, родом из Московской области. Оба родителя были спортсменами, познакомились на спартакиаде незадолго до войны.
В 1973 году окончил Одесский технологический институт, в 1981 — ЛГИТМиК. Работал в Белторгрекламе режиссёром с 1976 года, на Белорусском телевидении — с 1978 года, на «Белорусском телефильме» — с 1985 года, а на киностудии «Беларусьфильм» — с 1989 года.
Член Союза кинематографистов Беларуси.
Изначально находится в оппозиции правящему режиму Лукашенко (см. д/ф «Обыкновенный президент», 1996), так же резко критически высказывался о правящем режиме Путина (см. д/ф «Лоботомия», 2010). Приветствовал Революцию роз и сочувствовал грузинским войскам во время войны в Грузии. Член Объединённой гражданской партии. Во время президентской кампании 2001 года был членом штаба Семёна Домаша. Участвовал в парламентских выборах 2016 года по Свислочскому избирательному округу № 94. По итогам этих выборов получил 0,4 % голосов избирателей. В округе баллотировалось 7 кандидатов, а победу одержал кандидат от президентской «вертикали» Валерий Воронецкий с 40,7 % голосов. Во время протестов 2020 года в Беларуси Хащеватский стал членом координационного совета по организации процесса преодоления политического кризиса.

## Фильмография

### Режиссёр
1. 1985 — Эта тихая жизнь в Глубоком (документальный)
2. 1986 — Возвращение в Хатынь (фильм-спектакль)
3. 1986 — Взгляни на свой дом (документальный)
4. 1987 — Упрямый человек (документальный)
5. 1987 — Здесь был Крылов (документальный)
6. 1987 — Призывники (художественный, короткометражный)
7. 1988 — Путники (документальный)
8. 1988 — Мастера и подмастерья (документальный)
9. 1988 — Формула ускорения (документальный)
10. 1989 — Встречный иск (документальный)
11. 1989 — В небо на колесе (документальный)
12. 1989 — Кто сегодня отсутствует
13. 1990 — Лифт для промежуточного человека
14. 1990 — Магистраль (документальный)
15. 1990 — Промежуточный человек
16. 1991 — Оранжевые жилеты (документальный)
17. 1991 — Всё хорошо (документальный)
18. 1992 — Русское счастье (документальный)
19. 1993 — Страсти по Марианне (документальный)
20. 1994 — Хлеб Израиля (документальный)
21. 1996 — Оазис (документальный)
22. 1996 — Обыкновенный президент (документальный)
23. 1997 — Эхо молчания (документальный)
24. 1998 — Время Чжоу Эньлая (документальный)
25. 2000 — Боги Серпа и Молота (документальный)
26. 2002 — Дожить до любви (документальный)
27. 2002 — Кавказские пленники / Kavkazkie plenniki (документальный)
28. 2003 — Святой доктор
29. 2003 — Солнечный клоун (документальный)
30. 2007 — Площадь Калиновского (бел. Плошча, документальный)
31. 2007 — Вперёд, в прошлое
32. 2008 — В поисках идиша (документальный, совместно с Александром Городницким)
33. 2010 — Лоботомия (документальный)
34. 2011 — Обыкновенные выборы (документальный)
35. 2018 — Этот безумный, безумный, безумный «Русский Мир» / Etot bezumniy, bezumniy, bezumniy «Russkiy Mir» (документальный)

### Сценарист
1. 1996 — Обыкновенный президент (документальный)
2. 2002 — Кавказские пленники / Kavkazkie plenniki (документальный)
3. 2007 — Площадь Калиновского (бел. Плошча, документальный)
4. 2010 — Лоботомия (документальный)
5. 2018 — Этот безумный, безумный, безумный «Русский Мир» / Etot bezumniy, bezumniy, bezumniy «Russkiy Mir» (документальный)

### Продюсер
1. 2010 — Лоботомия (документальный)

### Монтажёр
1. 2010 — Лоботомия (документальный)

## Награды и премии
- Медаль ордена «За заслуги перед Литвой» (14 июня 2007 года, Литва)[3]
- Медаль «100 лет БНР» (Рада БНР)

- За фильм «Эта тихая жизнь в Глубоком»:
  - Гран-при Всесоюзного фестиваля телевизионных фильмов в Киеве (1985)
- За фильм «Здесь был Крылов»:
  - Гран-при Всесоюзного фестиваля телевизионных фильмов в Минске (1987)
- За фильм «Призывники»:
  - Гран-при фестиваля белорусского кино (Минск, 1987)
- За фильм «Встречный иск»:
  - Гран-при «Золотой кентавр» Международного кинофестиваля «Послание к Человеку» (Санкт-Петербург, 1989)
- За фильм «Русское счастье»:
  - приз «Останкино» за лучший телефильм и премия на международном кинофестивале в Екатеринбурге
  - «Golden Gate Award» (Сан-Франциско, 1998)
- За фильм «Оазис»:
  - Приз жюри международного кинофестиваля экологических фильмов (Фрайбург, 1996)
- За фильм «Обыкновенный президент»:
  - Премия имени Сахарова российского союза писателей «Апрель» (Москва, 1997)
  - «Кинопремия Мира» Берлинского международного кинофестиваля (форум) в 1997 году.
  - Гран-при Human Rights Watch (Нью-Йорк, 1998)
  - «Golden Gate Award» (Сан-Франциско, 1998)
- За фильм «Кавказские пленники»:
  - Гран-при Всемирной организации против пыток — международный кинофестиваль документальных фильмов в Женеве (2004)
  - Золотая награда международного кинофестиваля в Белграде (2004)